# Warreopsis parviflora
Warreopsis parviflora är en orkidéart som först beskrevs av Louis Otho Otto Williams, och fick sitt nu gällande namn av Leslie Andrew Garay. Warreopsis parviflora ingår i släktet Warreopsis och familjen orkidéer. Inga underarter finns listade i Catalogue of Life.